# Nançois-sur-Ornain
Nançois-sur-Ornain – miejscowość i gmina we Francji, w regionie Grand Est, w departamencie Moza.
Według danych na rok 1990 gminę zamieszkiwało 445 osób, a gęstość zaludnienia wynosiła 56 osób/km² (wśród 2335 gmin Lotaryngii Nançois-sur-Ornain plasuje się na 630. miejscu pod względem liczby ludności, natomiast pod względem powierzchni na miejscu 749.).